# Tänk, om jag gifter mig med prästen
Tänk, om jag gifter mig med prästen är en svensk dramafilm från 1941 i regi av Ivar Johansson. I huvudrollerna ses Viveca Lindfors och Georg Rydeberg.

## Handling
Eva Örn kommer till byn som nyexaminerad lärarinna. Hon har moderna idéer som inte uppskattas av männen i skolstyrelsen. Men hon kommer mycket väl överens med prästen. Snart har de ett förhållande, men det måste hållas hemligt.

## Om filmen
Filmen premiärvisades på biograf Grand vid Sveavägen i Stockholm den 12 december 1941. Förlaga till filmen är Ester Lindins roman Tänk, om jag gifter mig med prästen från 1940. För Viveca Lindfors kom rollen som lärarinnan Eva Örn att bli hennes stora genombrott. Exteriörscenerna filmades dels i Össeby-Garn, dels i och vid den då nedlagda skolan i Harsbro nära Brottby. Ett 30-tal barn i åldern 9–12 år från skolan i Brottby medverkar i filmen.
Filmen har visats vid ett flertal tillfällen i SVT, bland annat i april 2020, i februari 2022 och i juni 2024.

## Rollista i urval
| Viveca Lindfors   | – Eva Örn, lärarinna                                     |
| Georg Rydeberg    | – Ingvar Hagson, kyrkoherde i Vikarlunda                 |
| Arnold Sjöstrand  | – Knut Knutsson på Sjövalla                              |
| Nils Lundell      | – Albert Sundström, diversehandlare i Vikarlunda         |
| Anna Lindahl      | – Greta Knutsson, Knuts hustru                           |
| Gudrun Brost      | – Helga Persson på Mon                                   |
| Sven Bergvall     | – Persson på Mon, Helgas far                             |
| Linnéa Hillberg   | – Sophie Ekeberger, kyrkoherdens husmamsell              |
| Viran Rydkvist    | – Ester Örn, Evas mor                                    |
| Arthur Natorp     | – Pettersson, klockare och skräddarmästare samt organist |
| Axel Högel        | – Evas far                                               |
| Ruth Stevens      | – Doris Örn, Evas syster, frälsningssoldat               |
| Torsten Bergström | – broder Johannes, väckelsepredikant                     |
| Gabriel Alw       | – Sjövallas dräng                                        |

## Musik i filmen
- "Nordiskt poem", kompositör Eric Westberg, instrumental
- "Es ist ein Ros entsprungen" ("Det är en ros utsprungen"), text Thekla Knös
- "Geh aus, mein Herz, und suche Freud" ("I denna ljuva sommartid"), kompositör Nathan Söderblom, tysk text 1653 Paul Gerhardt, svensk text 1725 Joachim von Düben, svensk text 1855 Christoffer Olofsson Angeldorff, svensk text 1980 Britt G. Hallqvist
- "Förbjudna vägar", kompositör Willard Ringstrand, instrumental
- "Gunnar Hedes saga", kompositör Helmer Alexandersson, instrumental
- "Rock of Ages" ("Klippa, du som brast för mig"), kompositör Thomas Hastings, engelsk text Augustus M. Toplady, svensk text 1856 Betty Ehrenborg-Posse
- "Andante funebro", kompositör Helmer Alexandersson, instrumental
- "Du kan bli frälst i dag"

## DVD
Filmen gavs ut på DVD år 2014.